# Duk-Duk

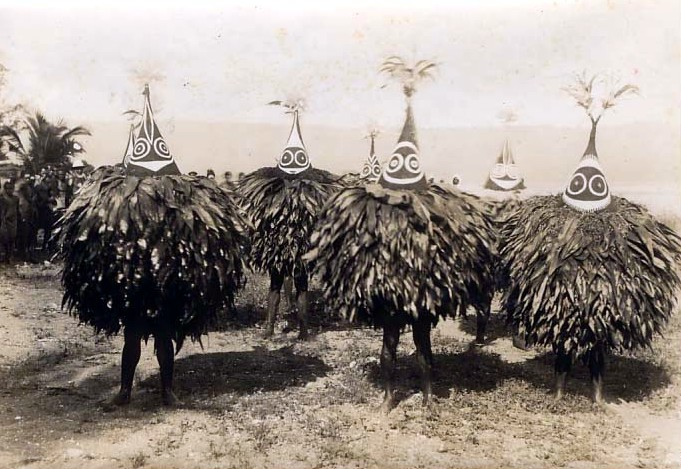
Bailarines Duk-Duk en la península de Gazelle, Nueva Bretaña, 1913

Duk-Duk es una sociedad secreta, parte de la cultura tradicional del pueblo Tolái, de la zona de Rabaul de Nueva Bretaña, la isla más grande del archipiélago Bismarck de Papúa Nueva Guinea, en el Pacífico Sur.

## Descripción

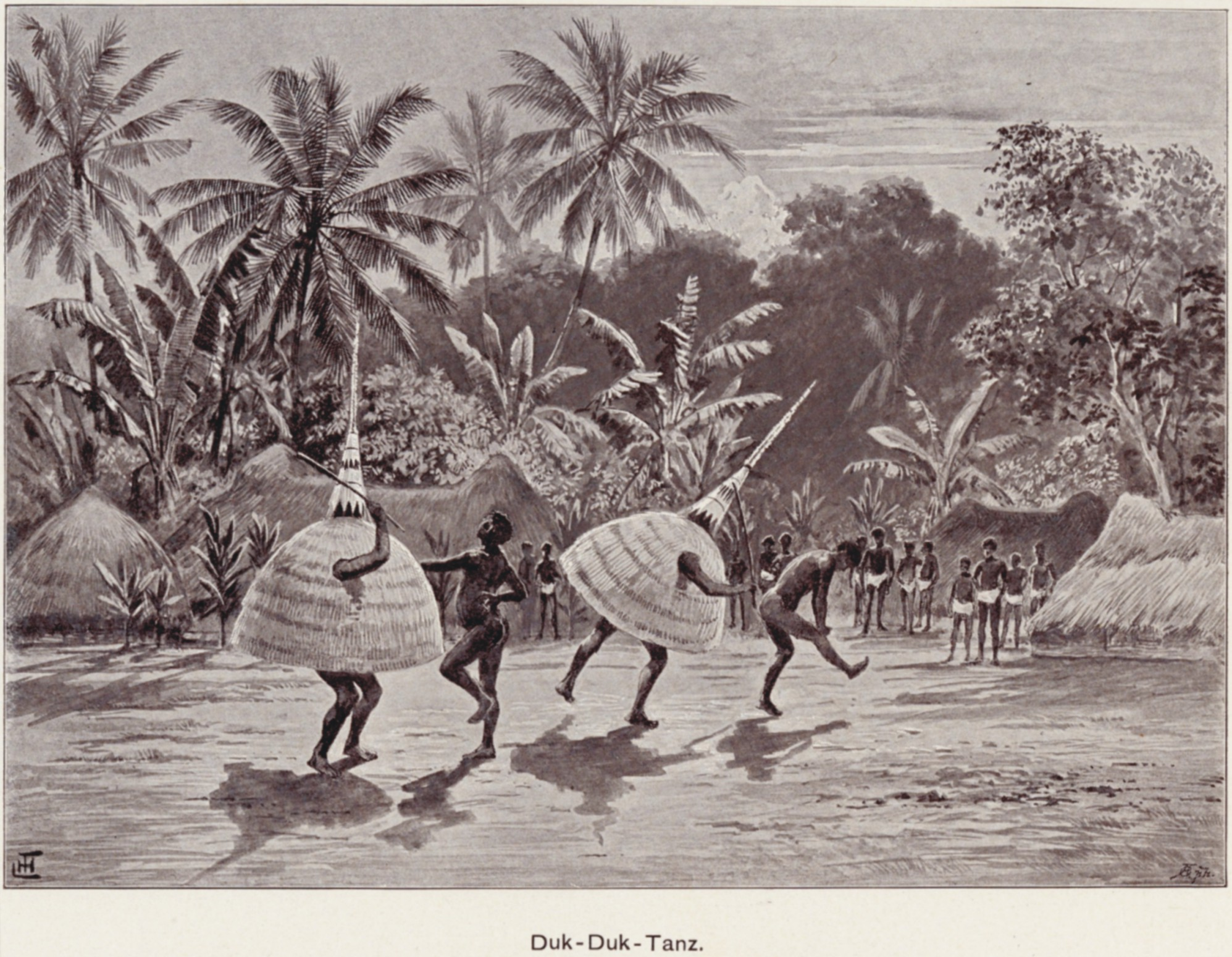
Bailarines Duk-Duk en una postal de 1899.

El Duk-Duk tenía fines religiosos, políticos y sociales, y sirvió como una extensión de los poderes legales y judiciales establecidos, aplicando un crudo sistema de leyes que abarcaba todos los asuntos tribales, desde ceremonias hasta impuestos, y tabúes. Los castigos infligidos por el Duk-Duk por incumplimiento de sus leyes iban desde sanciones pecuniarias hasta la pena de muerte; las mujeres —que en Nueva Bretaña podían tener propiedad privada y trabajaban más que los hombres—, a menudo se encontraban entre las víctimas del Duk-Duk, y sufrían chantajes y hostigamientos.
Los miembros del Duk-Duk llevaban trajes característicos, que consistían en una máscara cónica de madera y una capa globular de hojas que se extendían hasta más abajo de la cintura, Había dos tipos de disfraces: uno representaba a Tubuan o Tumbuan, una deidad femenina inmortal —aunque siempre la representaba un hombre—, el otro Duk-Duk, el espíritu masculino agresivo, el hijo de Tubuan; la máscara de Tubuan tiene ojos circulares y una boca en forma de media luna, mientras que la de Duk-Duk presenta superestructuras elaboradas alrededor de la forma cónica.  Las reuniones con disfraces únicamente tenían lugar durante las noches de luna llena, y se prohibió a las mujeres y los niños mirar estas figuras.
La sociedad acogió solamente a hombres entre sus miembros; para ingresar a la sociedad era necesario pagar —en dewarra, pequeñas conchas de Cypraeidae ensartadas en una cuerda—  y realizar una iniciación compleja. La sociedad tenía un lenguaje de signos secretos y rituales prohibidos a los extraños —bajo pena de muerte—. Los bailarines que usaban las máscaras tubuan eran considerados seres divinos cuyo juicio y acciones no podían ser cuestionados-
La práctica de la sociedad se ha ido extinguiendo desde principios del siglo XX, y los bailarines de Duk-Duk ahora se presentan como atracciones turísticas.